# Morti nel 1688
| Questa pagina contiene informazioni ricavate automaticamente dalle voci biografiche con l'ausilio del template Bio e di un bot. L'aggiornamento è periodico e automatico e ricostruisce completamente la pagina. Se manca una persona in questa lista, sei pregato di non aggiungerla, ma accertati piuttosto che la sua voce biografica contenga il template Bio e che i dati anagrafici siano correttamente compilati. Se il template Bio manca, inseriscilo tu stesso o, in alternativa, metti l'avviso {{tmp\|Bio}} che ne segnala la mancanza. Se i dati riportati sono sbagliati, correggi direttamente la voce biografica; le modifiche saranno visibili in questa lista entro pochi giorni. Per chiarimenti vedi il progetto biografie. La lista contiene solo le 87 persone che sono citate nell'enciclopedia e per le quali è stato implementato correttamente il template Bio. Pagina aggiornata al 26 feb 2025. |

## Gennaio(7)
- 6 gennaio - Cristoforo Ivanovich, librettista, poeta e storico italiano (n. 1620)
- 7 gennaio - James Howard, III conte di Suffolk, nobile e politico inglese
- 8 gennaio - Francesco Foggia, compositore italiano (n. 1603)
- 9 gennaio - Jean-Jacques de Mesmes, magistrato e politico francese (n. 1640)
- 18 gennaio - Orazio Mattei, cardinale e arcivescovo cattolico italiano (n. 1622)
- 28 gennaio - Ferdinand Verbiest, gesuita, missionario e astronomo fiammingo (n. 1623)
- 29 gennaio - Carlo Pallavicino, compositore italiano (n. 1630)

## Febbraio(4)
- 2 febbraio - Abraham Duquesne, ammiraglio francese (n. 1610)
- 11 febbraio - Cesare Gennari, pittore italiano (n. 1637)
- 23 febbraio - Abaza Siyavush Pascià II, politico ottomano
- 28 febbraio - Johann Sigismund Elsholtz, medico e naturalista tedesco (n. 1623)

## Marzo(6)
- 3 marzo - Maria I di Guisa, duchessa francese (n. 1615)
- 8 marzo - Honoré Fabri, teologo, matematico e fisico francese (n. 1607)
- 9 marzo - Claude Mellan, incisore e pittore francese (n. 1598)
- 20 marzo - Maria d'Orange, principessa olandese (n. 1642)
- 23 marzo - Marcantonio Giustinian, doge (n. 1619)
- 26 marzo - Winston Churchill, nobile, politico e storico inglese (n. 1620)

## Aprile(3)
- 3 aprile - Cosimo Fancelli, scultore italiano (n. 1618)
- 13 aprile - Henry Fairfax, IV lord Fairfax di Cameron, nobile scozzese (n. 1631)
- 28 aprile - Federico di Meclemburgo-Schwerin, nobile tedesco (n. 1638)

## Maggio(8)
- 1º maggio - Dziaddin Mukarram Shah di Kedah, sovrano malese
- 8 maggio - Alessandro Crescenzi, cardinale e arcivescovo cattolico italiano (n. 1607)
- 8 maggio - Pierre de Troyes, militare francese (n. 1645)
- 9 maggio - Federico Guglielmo I di Brandeburgo, nobile (n. 1620)
- 9 maggio - Felice Rospigliosi, cardinale italiano (n. 1639)
- 14 maggio - Antoine Furetière, abate e scrittore francese (n. 1619)
- 14 maggio - Carlo Grossi, compositore italiano
- 15 maggio - Giovanni Filippo Apolloni, librettista e poeta italiano

## Giugno(7)
- 3 giugno - Massimiliano Enrico di Baviera, arcivescovo cattolico tedesco (n. 1621)
- 5 giugno - Constantine Phaulkon, avventuriero e politico greco (n. 1647)
- 20 giugno - Raymond Louis de Crevant d'Humières, marchese di Preuilly, ammiraglio francese (n. 1628)
- 24 giugno - Juan Torrecillas y Ruiz de Cárdenas, arcivescovo cattolico spagnolo (n. 1622)
- 26 giugno - Ralph Cudworth, filosofo e teologo inglese (n. 1617)
- 29 giugno - Ippolito Lante Montefeltro della Rovere, I duca di Bomarzo, nobile italiano (n. 1618)
- 30 giugno - Partenio I di Alessandria, arcivescovo ortodosso greco

## Luglio(5)
- 3 luglio - Giovanna Gonzaga, nobildonna italiana (n. 1612)
- 11 luglio - Narai, sovrano thailandese (n. 1632)
- 13 luglio - Domenico Marchetti, anatomista, chirurgo e medico italiano (n. 1626)
- 14 luglio - Giovanni Ceffis, pittore italiano
- 21 luglio - James Butler, I duca di Ormonde, generale britannico (n. 1610)

## Agosto(6)
- 2 agosto - Dominique Biancolelli, attore teatrale italiano (n. 1636)
- 3 agosto - Pietro Magri, presbitero italiano (n. 1622)
- 16 agosto - Georg Samuel Doerfel, astronomo e teologo tedesco (n. 1643)
- 25 agosto - Henry Morgan, pirata, corsaro e ammiraglio gallese (n. 1635)
- 29 agosto - Nicola Barbioni, architetto italiano (n. 1637)
- 31 agosto - John Bunyan, predicatore, teologo e scrittore inglese (n. 1628)

## Settembre(6)
- 13 settembre - Alvise Sagredo, patriarca cattolico italiano (n. 1616)
- 15 settembre - Otto Wilhelm von Königsmarck, diplomatico e militare svedese (n. 1639)
- 15 settembre - Louis Victor de Rochechouart de Mortemart, ammiraglio francese (n. 1636)
- 22 settembre - François Bernier, filosofo, medico e viaggiatore francese (n. 1620)
- 23 settembre - Daniel Mijtens II, pittore e disegnatore olandese (n. 1644)
- 28 settembre - Giovanni Battista Beinaschi, pittore italiano (n. 1636)

## Ottobre(9)
- 1º ottobre - Giuseppe Amati, religioso italiano (n. 1617)
- 3 ottobre - David Carnegie, III conte di Northesk, nobile scozzese (n. 1643)
- 6 ottobre - Christopher Monck, II duca di Albemarle, militare e politico inglese (n. 1653)
- 9 ottobre - Claude Perrault, medico e architetto francese (n. 1613)
- 13 ottobre - Pedro de Mena, scultore spagnolo (n. 1628)
- 14 ottobre - Joachim von Sandrart, pittore, storico dell'arte e traduttore tedesco (n. 1606)
- 23 ottobre - Charles du Fresne, sieur du Cange, storico, linguista e filologo francese (n. 1610)
- 29 ottobre - Șerban Cantacuzino, funzionario romeno
- 30 ottobre - Pietro Paolo Caravaggio, matematico e ingegnere militare italiano (n. 1617)

## Novembre(8)
- 2 novembre - Giovan Battista Bolognini, pittore e incisore italiano (n. 1612)
- 11 novembre - Jean Baptiste de La Quintinie, agronomo francese (n. 1624)
- 23 novembre - Camillo Saccenti, italiano (n. 1614)
- 26 novembre - Philippe Quinault, drammaturgo e librettista francese (n. 1635)
- 29 novembre - Bohuslav Balbín, scrittore e storico ceco (n. 1621)
- 29 novembre - Edward Montagu, II conte di Sandwich, nobile e politico inglese (n. 1647)
- 30 novembre - Giovanni Battista Montecuccoli-Laderchi, nobile e diplomatico italiano (n. 1624)
- 30 novembre - Anne Villiers, nobildonna inglese (n. 1651)

## Dicembre(3)
- 12 dicembre - Emilia van Nassau-Beverweerd, olandese (n. 1635)
- 23 dicembre - Jean-Louis Lully, compositore francese (n. 1667)
- 25 dicembre - Sofia Amalia di Nassau-Siegen, principessa tedesca (n. 1650)

## Senza giorno specificato(15)
- François Andreossy, ingegnere francese (n. 1633)
- Carlo Cane, pittore italiano (n. 1615)
- Vincenzo Capponi, letterato e poeta italiano (n. 1605)
- Edward Davis, pirata inglese
- Mary Hobry, inglese
- Philips Koninck, pittore olandese (n. 1619)
- Joseph-Antoine Le Febvre de La Barre, militare e funzionario francese (n. 1622)
- Popé, nativo americano (n. 1630)
- Jean Rose, pirata francese
- Giovanni Battista Sacchetti, II marchese di Castel Rigattini, nobile italiano (n. 1639)
- Giacinto Santagostino, pittore italiano
- Maurizio Valperga, architetto e ingegnere militare italiano
- Yankey Willems, pirata olandese
- Wilhelm von Schröder, economista e politico tedesco (n. 1640)
- Alfonso Álvarez Barba Ossorio, arcivescovo cattolico spagnolo (n. 1619)